# Kampung Melayu I
Kampung Melayu I is een bestuurslaag in het regentschap Aceh Tenggara van de provincie Atjeh, Indonesië. Kampung Melayu I telt 264 inwoners (volkstelling 2010).